# Parexarnis candida
Parexarnis candida là một loài bướm đêm trong họ Noctuidae.